# حارة مدرسة الشهيد حطروم (صنعاء)

تعديل مصدري - تعديل

حارة مدرسة الشهيد حطروم هي إحدى حارات حي شعوب بمديرية شعوب إحد مديريات العاصمة اليمنية صنعاء، بلغ تعداد سكانها 1995 نسمة حسب تعداد اليمن لعام 2004.